# Éditions AdA
Les Editions AdA Inc. sont une maison d’édition québécoise fondée en 1992 spécialisée dans le domaine des ouvrages de motivation et de développement personnel, tout particulièrement sur les sujets ayant trait à la psychologie populaire, au nouvel âge, à la croissance personnelle, aux affaires et marketing, à la cuisine végétarienne et à la santé en général.

## Histoire
Fondée en 1992 par François Doucet et Nancy Coulombe, les éditions ADA inc. sont une maison d'édition qui distribue ses propres produits, ainsi que ceux de plusieurs autres maisons d’édition québécoises et européennes.
Lors de la création, la dénomination sociale était l'Art de s'Apprivoiser. En 1996, ils incorporent la dénomination sociale sous Les Éditions de l'Art de s'Apprivoiser inc.
Elle a reçu les prix Excellence en 2000, et Continuité de l’excellence en 2005 au Gala Dominique-Rollin de la Chambre de commerce et d’industrie de la Rive-Sud.
Depuis 2005, les Éditions ADA ont pris de l'expansion dans les domaines de la littérature jeunesse et des romans, ainsi que dans celui des jeux de société familiaux,.
L'entreprise offre des œuvres sur supports papier et numérique (livre ou livre audio).

## Polémique
La maison d'édition a fait l'objet d'une perquisition en mars 2019 après avoir publié le roman Hansel et Gretel d'Yvan Godbout en mars 2017. L'écrivain et l'éditeur étaient accusés de production et distribution de pornographie juvénile relativement à un passage du roman décrivant le viol d'une fillette.
De nombreux écrivains inquiets ont décidé de prendre la défense d’Yvan Godbout, notamment dans le cadre d'une pétition, lancée sur change.org appelant à retirer les accusations, ayant recueilli plus de 24 500 signatures.
Un procès eut lieu dans le courant de l'année 2020. Le 24 septembre 2020, l'auteur et la maison d'édition ont été acquittés. En avril 2021, la Cour suprême refuse d’entendre la cause, pour défaut de compétence.

## Auteurs
A : Omraam Mikhaël Aïvanhov, Sonia Alain
B : Richard Bach, Thomas Archibald Barron, Dominic Bellavance, Stéphan Bilodeau, Christian Boivin, David Bédard
C : Geoffrey Claustriaux, Pierre Corbeil, Laura Csajagi, Scott Cunningham, Marianne Curley, Patrice Cazeault
D : Fredrick d'Anterny, Nadine Descheneaux, Danielle Dumais
E : Dotti Enderle Alan Early
F : Benjamin Faucon, Mathieu Fortin
G : Yvan Godbout
H : Amanda Hocking, Colleen Houck
I :
J : Sylvain Johnson
K : Judy Zebra Knight
L : Pierre-Olivier Lavoie, Tanith Lee, Michel J. Lévesque, Steeve Laflamme
M : Shirley MacLaine, Charles-André Marchand, Brandon Mull, Josée Marcotte
N :
O :
P : John Peel, Christopher Pike, Bryan Perro
R : Sara Raasch, Jonathan Reynolds, Veronica Roth, Maude Royer, Simon Rousseau
S : Linda Joy Singleton, Holly Smale, Louis-Pier Sicard (L.P. Sicard)
T : Cate Tiernan, Gabriel Thériault
U :
V : Vic Verdier
W :
X :
Y :
Z : Cédric Zampini